# Асатрян, Баграт Арташесович
Баграт Арташесович Асатрян (арм. Բագրատ  Ասատրյան) (р.2 февраля 1956 — село Дарбас, Сисианский район, Армянская ССР) — армянский банкир, бывший председатель Центрального банка Армении.

## Биография
- Окончил Ереванский институт народного хозяйства по специальности экономист. Кандидат экономических наук (1985)[1].
- 1977—1978 — был экономистом на молочном заводе в Ереване.
- 1978—1990 — сотрудник, затем старший сотрудник института экономики НАН.
- 1990—1995 — депутат Верховного совета Армении.
- 1994—1998 — председатель Центрального банка Армении.